# Marquesado de Santa María de Barbará

Escudo del municipalidad de Barberá del Vallés.

El Marquesado de Santa María de Barbará es un título nobiliario español, creado el 12 de julio de 1702, por el rey Felipe V a favor de José Galcerán de Pinós-Santcliment i Rocabertí, quién era hijo de José Galcerán de Pinós-Santcliment, señor de Santa María de Barbará, y de su segunda esposa María de Rocabertí, baronesa de Montbui, y baronesa de Rialp.
Le fue concedido la Grandeza de España el 18 de agosto de 1707, pero ésta no fue unida al título, por lo que, en un principio no era título con G.E.. Fue Fernando VII quien otorgó Grandeza de España al título, en 1813. No obstante, tras desaparecer el título el IX marqués, se rehabilitó en 1968 con G.E. a favor de Joaquín de Sarriera y Vilallonga, convirtiéndose así en el X marqués de Santa María de Barbará. 
Su denominación hace referencia a la localidad catalana de Barberá del Vallés, antiguamente conocida como Santa María de Barbará.

## Marqueses de Santa María de Barbará
|                                                  | Titular                                             | Periodo               |
| Creación por Felipe V                            | Creación por Felipe V                               | Creación por Felipe V |
| ------------------------------------------------ | --------------------------------------------------- | --------------------- |
| I                                                | José Garcerán de Pinós-Santcliment i Rocabertí      | 1702-1718             |
| II                                               | Josefa de Pinós-Santcliment                         | 1718-1747             |
| III                                              | José Garcerán de Pinós-Santcliment y Sacirera       | 1747-1785             |
| IV                                               | José Esteban Garcerán de Pinós-Santcliment y Sureda | 1785-1813             |
| Concesión de Grandeza de España por Fernando VII |                                                     |                       |
| V                                                | José Ramón de Pinós-Santcliment y Copóns            | 1813-1830             |
| VI                                               | Rafael de Pinós-Santcliment y Copóns                | 1830-1838             |
| VII                                              | María Josefa de Pinós-Santcliment y Copóns          | 1838-1866             |
| VIII                                             | Ramón de Sarriera y Pinós-Santcliment               | 1866-1877             |
| IX                                               | Enrique de Sarriera y de Vilallonga                 | 1877-1907             |
| X                                                | Joaquín de Sarriera y Losada                        | 1907-1984             |
| XI                                               | María Victoria de Samá y Coll                       | 1984-1987             |
| XII                                              | Ramón de Sarriera y Fernández de Muniaín            | 1987-actual titular   |

## Historia de los marqueses de Santa María de Barbará
- José Garcerán de Pinós-Santcliment i Rocabertí (.-1718), I marqués de Santa María de Barberá.

1. Casó con Agustina de Urríes y Gurrea.
2. Casó con María Gracia de Boixadors, hija de Joan Antoni de Boixadors-Pax (alias Boixadors i Pinós), V marqués de Anglesola, VII conde de Peralada, V conde de Zavellá, vizconde consorte de Rocabertí, barón de Vallmoll. Le sucedió su hija:

- Josefa de Pinós-Santcliment (.-1747), II marquesa de Santa María de Barbará.

1. Casó con José Garcerán de Pinós-Santcliment y Sacirera, su sobrino segundo. Le sucedió su hijo:

- José Garcerán de Pinós-Santcliment y Sacirera (.-1785), III marqués de Santa María de Barbará.

1. Casó con Magdalena Sureda de Santmartí. Le sucedió su hijo:

- José Esteban Garcerán de Pinós-Santcliment y Sureda (.-1813), IV marqués de Santa María de Barbará.

1. Casó con María Josefa de Copóns y Despujol, II marquesa de la Manresana. Le sucedió su hijo:

- José Ramón de Pinós-Santcliment y Copóns (.-1830), V marqués de Santa María de Barbará, III marqués de la Manresana, barón de Bellera. Sin descendientes. Le sucedió su hermano:

- Rafael de Pinós-Santcliment y Copóns (.-1838), VI marqués de Santa María de Barbará, IV marqués de la Manresana, barón de Bellera, barón de Sant Vicent dels Hort. Sin descendientes. Le sucedió su hermana:

- María Josefa Pinós-Santcliment y Copóns (.-1866), VII marquesa de Santa María de Barbará, V marquesa de la Manresana.

1. Casó con José María de Sarriera y Despujol, V conde de Solterra. Le sucedió su hijo:

- Ramón de Sarriera y Pinós-Santcliment, VIII marqués de Santa María de Barbará, VI marqués de la Manresana, VI conde de Solterra.

1. Casó con María de la Soledad de Vilallonga y de Amat.
2. Casó con María de los Dolores de Larrard y Juez-Sarmiento. Le sucedió, de su primer matrimonio, su hijo:

- Enrique de Sarriera y de Vilallonga (.-1868), IX marqués de Santa María de Barbará, VII conde de Solterra, VII marqués de la Manresana.

1. Casó con María del Pilar Losada y Rosés. Le sucedió su hijo:

- Joaquín de Sarriera y Losada, X marqués de Santa María de Barbará, VIII marqués de la Manresana. Mayordomo de semana del Rey Alfonso XIII.

1. Casó con Inés Fernández de Muniaín y Oliozola. Le sucedió, por rehabilitación, la tataranieta del VIII marqués de Santa María de Barbará:

- María Victoria de Samá y Coll (1911-87), XI marquesa de Santa María de Barbará (rehabilitado en 1984, y perdido en 1987 por haber un tercero de mejor derecho, hijo del anterior marqués), VI marquesa de Marianao, V marquesa de Villanueva y Geltrú, XII condesa de Solterra.

1. Casó con José de Fontcuberta y Casanova, IV marqués de Vilallonga, hijo de Francisco Javier de Fontcuberta y de Dalmases, III marqués de Vilallonga y de María del Carmen Casanova y Perella. A esta XI marquesa, le sucedió, por rehabilitación de mejor derecho, y anulación de la anterior rehabilitación que se había efectuado a su favor, el hijo del X marqués de Santa María de Barbará:

- Ramón de Sarriera y Fernández de Muniaín (n. en 1945), XII marqués de Santa María de Barbará, IX marqués de la Manresana.

1. Casó con Marcela Bernat y Valenzuela.